# FK Rakovica
FK Rakovica (srpski: ФК Раковица) srbijanski je nogometni klub iz Rakovice, Beograd.

U sezoni 2024./25. natječe se u skupini "B" Međuopštinske lige Beograd, šestom rangu srpskog nogometnog sustava.

## O klubu
Osnovan 1937. godine, klub je 1940. primljen u Beogradski nogometni podsavez. Ponovno je osnovan nakon Drugog svjetskog rata 1947. kao Motor, prije nego što je 1948. preimenovan u Rakovica. Godine 1954. klub postaje poznat kao IM Rakovica (IMR), iza kojeg stoji istoimena proizvodna tvornica.
S početkom novog milenija klub se natječe u Druga liga SR Jugoslavije 2000./01., završava na dnu ljestvice u skupini Sjever. Nakon toga je pretrpio uzastopna ispadanja, našavši se u petoj ligi do 2003./04. sezona.
Nakon osvajanja Prve lige Beograda 2011./12., klub je završio kao doprvak Beogradske zonske lige 2012./13. i time je izborio plasman u Srpsku ligu Beograd. Proveo je četiri sezone u trećem rangu, da bi 2016./17. završio na dnu tablice. Klub je 2017. godine vratio ime Rakovica.
Klub svoje utakmice igra na Stadionu FK Rakovica, objektu kapaciteta 800 mjesta, koji je dio Sportskog centra Rakovica (5000 mjesta).

### Povijest imena kluba
- Rakovica 18. veljače 1937. – 1947.
- Motor 1947. – 1948.
- Sportsko društvo Rakovica 1948. – 1954.
- IM Rakovica ili samo IMR 22. lipnja 1954. – 3. veljače 2017.
- Rakovica 3. veljače 2017. – danas

## Uspjesi
Klub je osvojio Kupa FS Beograda 2013. godine.

## Poveznice
- službene stranice
- srbijasport.net, profil kluba